# Neogriphoneura striatifrons
Neogriphoneura striatifrons är en tvåvingeart som beskrevs av Friedrich Georg Hendel 1932. Neogriphoneura striatifrons ingår i släktet Neogriphoneura och familjen lövflugor.
Artens utbredningsområde är Bolivia. Inga underarter finns listade i Catalogue of Life.